# 牛迫雄大
牛迫 雄大（うしせこ ゆうだい）は、日本の俳優。東京都生まれ、千葉県出身。血液型はB型。身長165cm、体重60kg。劇団俳小、鳥の劇場、フリーを経て、2012年10月より劇団ふぁんハウスに所属。

## 出演

### 舞台
- 煙が目にしみる
- 星に願いを
- 椎の木の暦
- 金襴緞子の帯しめながら
- 賭博師・梟
- 母アンナの子連れ従軍記
- 戦場のピクニック
- どろぼうがっこう
- 白雪姫
- いかけしごむ
- 夏の夜空へ